# Carlo Vecchiarelli
Carlo Vecchiarelli, italijanski general, * 1884, † 1948.